# Stanislav Dominka
Stanislav Dominka (13. listopadu 1951, Lužianky, okres Nitra – 23. června 2024, Nitra)[zdroj?] byl slovenský fotbalista, obránce.

## Fotbalová kariéra
V československé lize hrál za AC Nitra, nastoupil ve 116 utkáních. Za dorosteneckou reprezentaci nastoupil v 7 utkáních a za juniorskou reprezentaci ve 3 utkáních. V nižší soutěži hrál i za Slovan Duslo Šaľa.

## Ligová bilance
| Ročník                                     | Zápasy | Góly | Minuty | Klub           |
| ------------------------------------------ | ------ | ---- | ------ | -------------- |
| 1. československá fotbalová liga 1971/1972 | 19     | 0    | -      | AC Nitra       |
| 1. československá fotbalová liga 1972/1973 | 14     | 0    | -      | AC Nitra       |
| 1. československá fotbalová liga 1973/1974 | 15     | 0    | -      | AC Nitra       |
| 1. československá fotbalová liga 1974/1975 | 18     | 0    | -      | AC Nitra       |
| 1. československá fotbalová liga 1979/1980 | 28     | 0    | 2510   | Plastika Nitra |
| 1. československá fotbalová liga 1980/1981 | 22     | 0    | 1824   | Plastika Nitra |
| LIGA CELKEM                                | 116    | 0    | 4334   |                |

## Trenérská kariéra
Ve slovenské lize trénoval FC Nitra.